# Sacro Cuore di Cristo Re

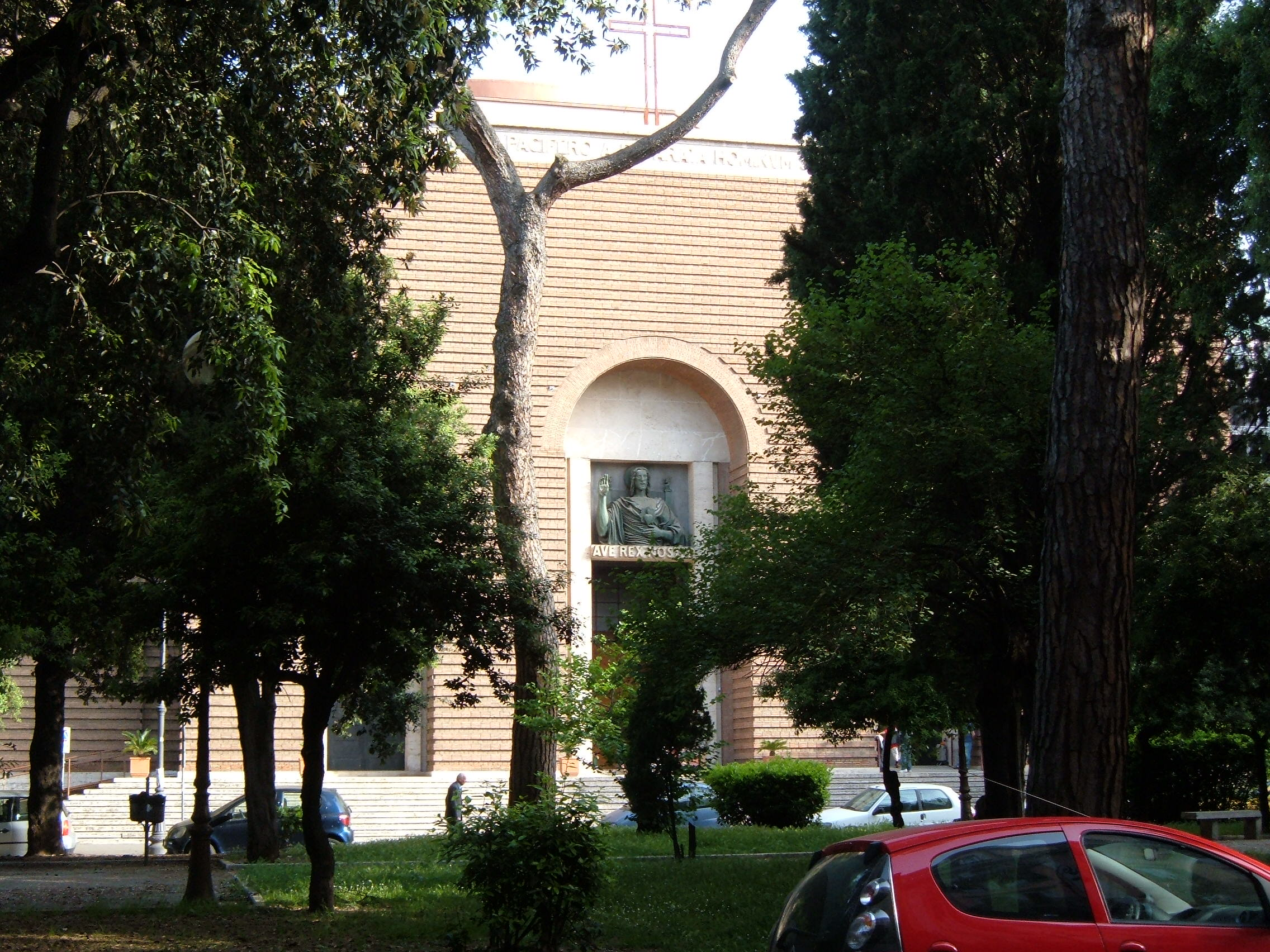
Haupteingang der Basilica Sacro Cuore di Cristo Re

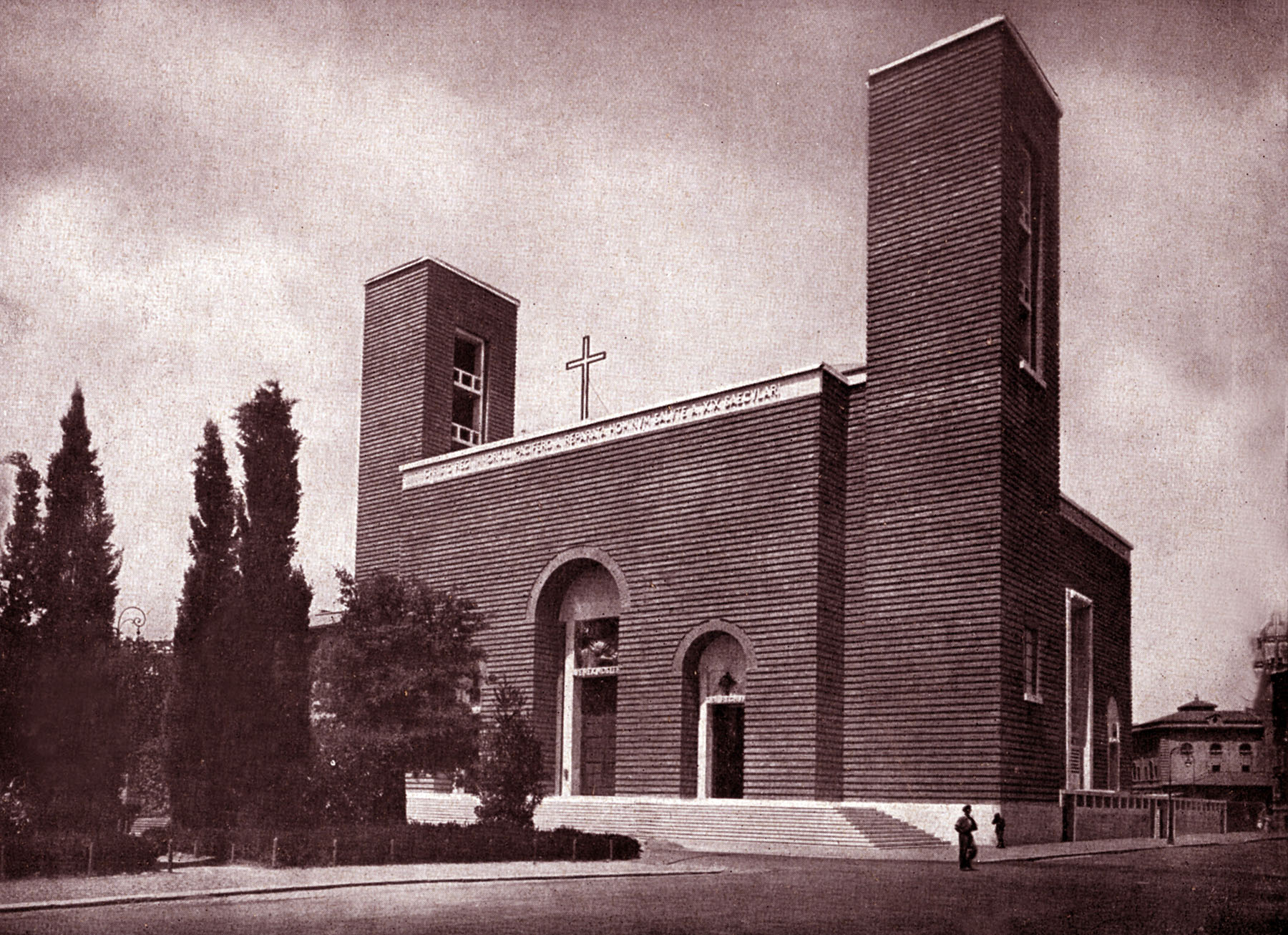
Basilica Sacro Cuore di Cristo Re (Aufnahme von 1938)

Basilika des Heiligen Herzens von Christus, König der Welt (italienisch: Basilica Sacro Cuore di Cristo Re) ist eine Kirche im Quartier Q.XV Della Vittoria von Rom.
Die Kirche wurde auf Anregung des Dehonianerpaters Ottavio Gasparri durch den Architekten Marcello Piacentini von 1919 bis 1929 und 1931 bis 1934 geplant und errichtet. Sie wurde 1934 eingeweiht und dem Orden der Dehonianer (Gemeinschaft der Herz-Jesu-Priester) zur Verwaltung übergeben.
Die Kirche wurde mit der Apostolischen Konstitution Regis pacifici von Papst Pius XI. am 31. Oktober 1926 zur Pfarrkirche erklärt. Am 5. Februar 1965 erfolgte mit der Apostolischen Konstitution Sacrum Cardinalium Collegium durch Papst Paul VI. die Ernennung zur Titeldiakonie der römisch-katholischen Kirche. Kurze Zeit darauf wurde das Gotteshaus mit der Motu proprio Recentioris architecturae in den Rang einer Basilica minor erhoben.

## Kardinaldiakone
- Dino Staffa (1967–1976), Kardinalpriester, danach Kardinalpriester von Santa Maria sopra Minerva
- Bernardin Gantin (1977–1986), danach Kardinalbischof von Palestrina
- Jacques-Paul Martin (1988–1992)
- Carlo Furno (1994–2006), danach Kardinalpriester von Sant’Onofrio al Gianicolo
- Stanisław Ryłko (seit 2007), Kardinalpriester pro hac vice ab 2018